# Afonia
Pour plus de détails, voir Fiche technique et Distribution.
Afonia (en russe : Афоня) est une comédie soviétique réalisée en 1975 à Mosfilm par Gueorgui Danielia, avec Leonid Kouravliov dans le rôle principal. 
Le film détient la première place par le nombre de spectateurs en 1975 (62.2 millions) et a remporté le Grand prix au Festival national du film à Tachkent en 1975.
Le tournage s'est déroulé à Iaroslavl où on a ouvert depuis un bar Afonia. Le bar du même nom existait également à Moscou jusqu'en 2014.
On peut noter dans le film la première prestation cinématographique du groupe de rock russe Machina Vremeni.

## Fiche technique
- Production : Mosfilm
- Réalisation : Gueorgui Danielia
- Scénario : Aleksandre Borodianski
- Caméraman : Sergueï Vronski
- Musique : Mieczysław Weinberg
- Chef d'orchestre : Emin Khatchatourian
- Décors : Boris Nemetchek
- Genre : Comédie
- Durée : 92 min.
- Pays : URSS
- Sortie : 1975

## Distribution
- Leonid Kouravliov : Afanassy Borchtchov (Afonia)
- Ievguenia Simonova : Katya Sneguireva
- Evgueni Leonov : Kolia le platrier
- Saveli Kramarov : Yegoza
- Nina Maslova :  Elena Orlova
- Borislav Brondukov : Fedoul
- Vladimir Basov : Vladimir Ivanovitch
- Nikolaï Grabbe : Vladimir Nikolaïevitch
- Nikolaï Grinko : Yegor
- Valentina Talyzina : Lioudmila Ivanovna Vostriakova
- Nikolaï Parfenov : Boris Petrovitch Fomine
- Nina Rouslanova : Tamara
- Gotlieb Roninson (ru) : astronome
- Raïssa Kourkina : Frossia
- Tamara Sovtchy : la caissière
- Radner Mouratov : Marat Rakhimov, le plombier
- Mikhaïl Vaskov : milicien à l'aérodrome
- Guennadi Ialovitch : metteur en scène
- Igor Bogolioubov : le vieux Pérégar, l'ami de Fedoul